# Dénes Berinkey

Dénes Berinkey (17 de octubre de 1871–25 de junio de 1944) fue un jurista y político húngaro que sirvió como primer ministro durante dos meses en 1919 durante la República Popular de Hungría.
El 20 de marzo de 1919, los franceses presentaron la nota Vyx en la que se ordenaba a las tropas húngaras ceder aún más territorio húngaro; se creía que las líneas militares se convertirían en las nuevas fronteras de posguerra. Berinkey era reacio a aceptar la nota, ya que consideraba que ponía en peligro la integridad territorial del país. Aun así, tampoco podía rechazarla. Como resultado, él y su gabinete dimitieron en bloque. El presidente Károlyi anunció entonces que sólo los socialdemócratas podrían formar un nuevo Gobierno. Károlyi desconocía, no obstante, que para entonces los socialdemócratas se habían fusionado con los comunistas. Así, cuando entregó el poder a lo que creía que era un gobierno socialdemócrata, en realidad lo hacía a uno de coalición entre socialistas y comunistas. El nuevo Gobierno proclamó inmediatamente la República Soviética Húngara.